# Alma Richards

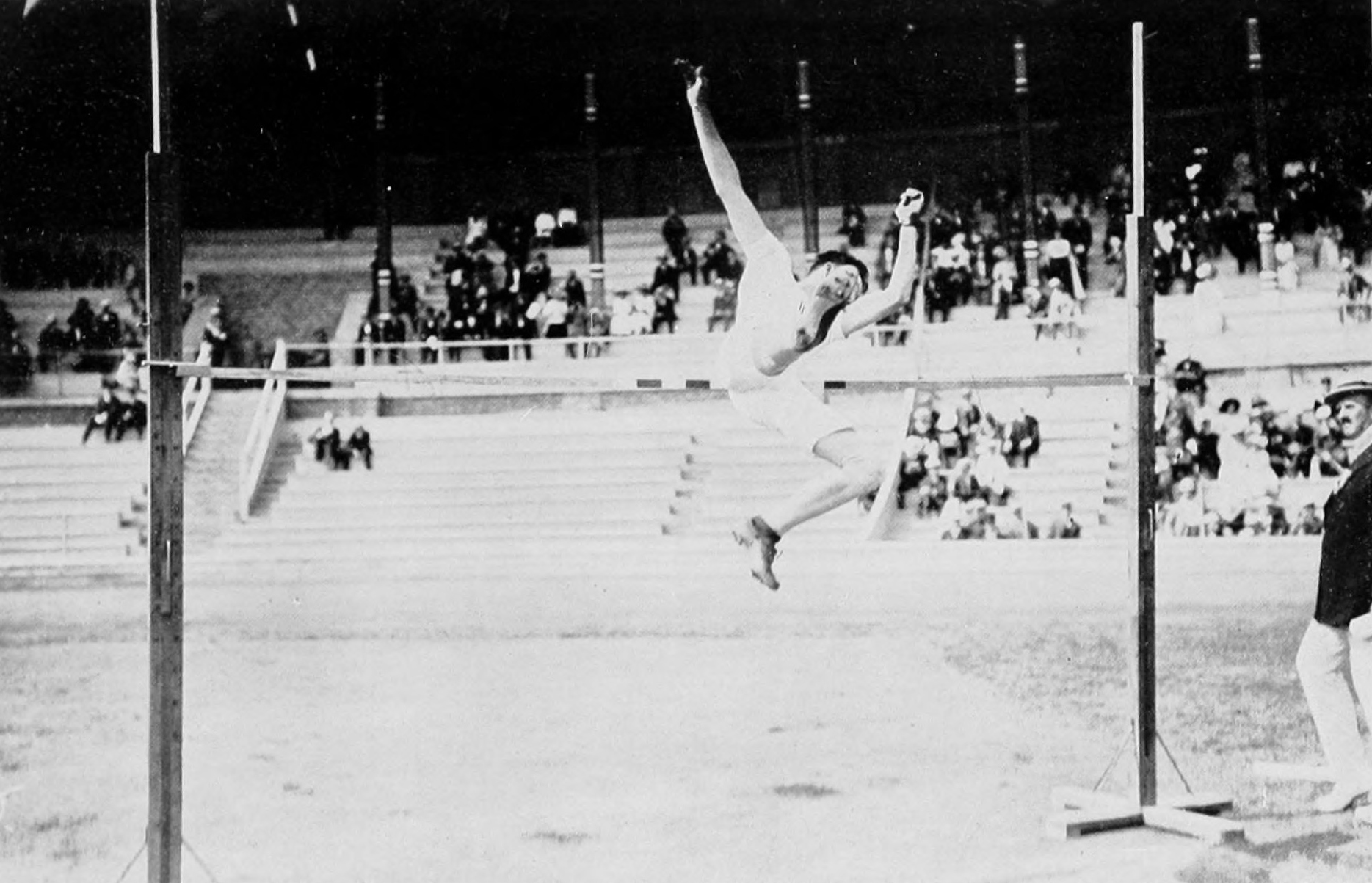
Alma Richards v roce 1912

Alma Wilford Richards (20. února 1890 – 3. dubna 1963, Long Beach) byl americký atlet, olympijský vítěz ve skoku do výšky.
Studoval na Univerzitě Brighama Younga v Provo, kde se začal věnovat skoku do výšky. Kvalifikoval se do americké reprezentace na olympiádu do Stockholmu. Zde zvítězil v soutěži výškařů výkonem 193 cm, který znamenal zároveň nový olympijský rekord. O rok později se stal mistrem USA ve skoku do výšky, v roce 1915 v desetiboji.